# Thặng dư (giải tích phức)
Trong toán học, cụ thể hơn là trong giải tích phức, thặng dư là một số phức tỷ lệ với tích phân đường của hàm phân hình dọc theo một đường cong kín bao quanh một điểm kỳ dị của nó.

## Định nghĩa
Thặng dư của hàm phân hình {\displaystyle f} tại một điểm kỳ dị {\displaystyle a}, thường được ký hiệu {\displaystyle \operatorname {Res} (f,a)} hoặc {\displaystyle \operatorname {Res} _{a}(f)}, là
- giá trị {\displaystyle {\frac {1}{2\pi i}}\int _{C}f(z)dz}, với {\displaystyle C} là một đường cong kín định hướng dương bao quanh một điểm kì dị duy nhất {\displaystyle a} sao cho winding number bằng {\displaystyle 1}.
- cũng là giá trị duy nhất {\displaystyle R} sao cho {\displaystyle f(z)-R/(z-a)} có một nguyên hàm giải tích trong một đĩa bị thủng {\displaystyle 0<\vert z-a\vert <\delta }.
- cũng là giá trị hệ số a-1 của khai triển Laurent của hàm {\displaystyle f} tại điểm {\displaystyle a}.

## Ví dụ

### Thặng dư của một đơn thức
Tính thặng dư của đơn thức qua tích phân
{\displaystyle \oint _{C}z^{k}dz}
với {\displaystyle C} là đường tròn định hướng dương có bán kính {\displaystyle 1}. Sử dụng phép đổi biến {\displaystyle z\to e^{i\theta }} ta có
{\displaystyle \oint _{C}z^{k}dz=\int _{0}^{2\pi }ie^{i(k+1)\theta }\,d\theta ={\begin{cases}2\pi i&{\text{nếu }}k=-1,\\0&{\text{với các trường hợp còn lại}}.\end{cases}}}
Do đó thặng dư của đơn thức {\displaystyle z^{k}} bằng {\displaystyle 1} nếu {\displaystyle k=-1}, và bằng {\displaystyle 0} nếu {\displaystyle k\neq -1}.

### Kỳ dị bỏ được
Nếu hàm f có thể thác triển thành một hàm chỉnh hình trên toàn bộ đĩa {\displaystyle |y-c|<R} thì Res(f, c) = 0. Điều ngược lại không đúng: ví dụ hàm {\displaystyle {\frac {1}{z^{2}}}} có thặng dự tại {\displaystyle 0} bằng {\displaystyle 0}.

### Cực điểm đơn
Tại một cực điểm đơn c, thặng dư của hàm f thỏa mãn
{\displaystyle \operatorname {Res} (f,c)=\lim _{z\to c}(z-c)f(z).}

### Cực điểm cấp cao
Tổng quát hơn, nếu c là một cực cấp n, thặng dư của f quanh z = c có thể được tính theo công thức:
{\displaystyle \operatorname {Res} (f,c)={\frac {1}{(n-1)!}}\lim _{z\to c}{\frac {d^{n-1}}{dz^{n-1}}}\left((z-c)^{n}f(z)\right).}